# Linh Khâu
Linh Khâu (chữ Hán giản thể: 灵丘县, âm Hán Việt: Linh Khâu huyện) là một huyện thuộc thành phố Đại Đồng, tỉnh Sơn Tây, Cộng hòa Nhân dân Trung Hoa. Huyện Linh Khâu có diện tích 2732 km², dân số năm 2002 là 230.000 người. Huyện Linh Khâu được chia thành các đơn vị hành chính gồm 3 trấn, 9 hương.
- Trấn: Vũ Linh, Đông Hà, Thượng Trại.
- Hương: Lạc Thủy Hà, Triệu Bắc, Độc Dục, Hạ Quan, Bạch Nhai Đài, Sử Trang, Thạch Gia, Liễu Khoa, Hồng Thạch, Lăng.

## Khí hậu
| Dữ liệu khí hậu của Linh Khâu, elevation 939 m (3.081 ft), (1991–2020 normals, extremes 1981–2010) | Dữ liệu khí hậu của Linh Khâu, elevation 939 m (3.081 ft), (1991–2020 normals, extremes 1981–2010) | Dữ liệu khí hậu của Linh Khâu, elevation 939 m (3.081 ft), (1991–2020 normals, extremes 1981–2010) | Dữ liệu khí hậu của Linh Khâu, elevation 939 m (3.081 ft), (1991–2020 normals, extremes 1981–2010) | Dữ liệu khí hậu của Linh Khâu, elevation 939 m (3.081 ft), (1991–2020 normals, extremes 1981–2010) | Dữ liệu khí hậu của Linh Khâu, elevation 939 m (3.081 ft), (1991–2020 normals, extremes 1981–2010) | Dữ liệu khí hậu của Linh Khâu, elevation 939 m (3.081 ft), (1991–2020 normals, extremes 1981–2010) | Dữ liệu khí hậu của Linh Khâu, elevation 939 m (3.081 ft), (1991–2020 normals, extremes 1981–2010) | Dữ liệu khí hậu của Linh Khâu, elevation 939 m (3.081 ft), (1991–2020 normals, extremes 1981–2010) | Dữ liệu khí hậu của Linh Khâu, elevation 939 m (3.081 ft), (1991–2020 normals, extremes 1981–2010) | Dữ liệu khí hậu của Linh Khâu, elevation 939 m (3.081 ft), (1991–2020 normals, extremes 1981–2010) | Dữ liệu khí hậu của Linh Khâu, elevation 939 m (3.081 ft), (1991–2020 normals, extremes 1981–2010) | Dữ liệu khí hậu của Linh Khâu, elevation 939 m (3.081 ft), (1991–2020 normals, extremes 1981–2010) | Dữ liệu khí hậu của Linh Khâu, elevation 939 m (3.081 ft), (1991–2020 normals, extremes 1981–2010) |
| Tháng                                                                                              | 1                                                                                                  | 2                                                                                                  | 3                                                                                                  | 4                                                                                                  | 5                                                                                                  | 6                                                                                                  | 7                                                                                                  | 8                                                                                                  | 9                                                                                                  | 10                                                                                                 | 11                                                                                                 | 12                                                                                                 | Năm                                                                                                |
| -------------------------------------------------------------------------------------------------- | -------------------------------------------------------------------------------------------------- | -------------------------------------------------------------------------------------------------- | -------------------------------------------------------------------------------------------------- | -------------------------------------------------------------------------------------------------- | -------------------------------------------------------------------------------------------------- | -------------------------------------------------------------------------------------------------- | -------------------------------------------------------------------------------------------------- | -------------------------------------------------------------------------------------------------- | -------------------------------------------------------------------------------------------------- | -------------------------------------------------------------------------------------------------- | -------------------------------------------------------------------------------------------------- | -------------------------------------------------------------------------------------------------- | -------------------------------------------------------------------------------------------------- |
| Cao kỉ lục °C (°F)                                                                                 | 11.2 (52.2)                                                                                        | 19.7 (67.5)                                                                                        | 27.0 (80.6)                                                                                        | 35.5 (95.9)                                                                                        | 36.1 (97.0)                                                                                        | 39.9 (103.8)                                                                                       | 41.5 (106.7)                                                                                       | 35.7 (96.3)                                                                                        | 34.3 (93.7)                                                                                        | 28.6 (83.5)                                                                                        | 22.3 (72.1)                                                                                        | 14.9 (58.8)                                                                                        | 41.5 (106.7)                                                                                       |
| Trung bình ngày tối đa °C (°F)                                                                     | −0.2 (31.6)                                                                                        | 3.8 (38.8)                                                                                         | 10.4 (50.7)                                                                                        | 18.2 (64.8)                                                                                        | 24.1 (75.4)                                                                                        | 27.8 (82.0)                                                                                        | 28.8 (83.8)                                                                                        | 27.3 (81.1)                                                                                        | 22.9 (73.2)                                                                                        | 16.4 (61.5)                                                                                        | 7.9 (46.2)                                                                                         | 0.8 (33.4)                                                                                         | 15.7 (60.2)                                                                                        |
| Trung bình ngày °C (°F)                                                                            | −8.6 (16.5)                                                                                        | −4.5 (23.9)                                                                                        | 2.3 (36.1)                                                                                         | 10.2 (50.4)                                                                                        | 16.6 (61.9)                                                                                        | 20.8 (69.4)                                                                                        | 22.6 (72.7)                                                                                        | 20.9 (69.6)                                                                                        | 15.4 (59.7)                                                                                        | 8.6 (47.5)                                                                                         | 0.1 (32.2)                                                                                         | −6.8 (19.8)                                                                                        | 8.1 (46.6)                                                                                         |
| Tối thiểu trung bình ngày °C (°F)                                                                  | −14.7 (5.5)                                                                                        | −11 (12)                                                                                           | −4.4 (24.1)                                                                                        | 2.7 (36.9)                                                                                         | 9.2 (48.6)                                                                                         | 14.3 (57.7)                                                                                        | 17.4 (63.3)                                                                                        | 15.8 (60.4)                                                                                        | 9.5 (49.1)                                                                                         | 2.5 (36.5)                                                                                         | −5.5 (22.1)                                                                                        | −12.3 (9.9)                                                                                        | 2.0 (35.5)                                                                                         |
| Thấp kỉ lục °C (°F)                                                                                | −26.5 (−15.7)                                                                                      | −25.6 (−14.1)                                                                                      | −21.8 (−7.2)                                                                                       | −8.9 (16.0)                                                                                        | −2.7 (27.1)                                                                                        | 4.5 (40.1)                                                                                         | 7.7 (45.9)                                                                                         | 5.5 (41.9)                                                                                         | −1.0 (30.2)                                                                                        | −11.3 (11.7)                                                                                       | −22.8 (−9.0)                                                                                       | −26.9 (−16.4)                                                                                      | −26.9 (−16.4)                                                                                      |
| Lượng Giáng thủy trung bình mm (inches)                                                            | 1.4 (0.06)                                                                                         | 2.9 (0.11)                                                                                         | 5.9 (0.23)                                                                                         | 16.1 (0.63)                                                                                        | 37.5 (1.48)                                                                                        | 64.3 (2.53)                                                                                        | 104.8 (4.13)                                                                                       | 84.6 (3.33)                                                                                        | 61.8 (2.43)                                                                                        | 22.1 (0.87)                                                                                        | 8.3 (0.33)                                                                                         | 1.5 (0.06)                                                                                         | 411.2 (16.19)                                                                                      |
| Số ngày giáng thủy trung bình (≥ 0.1 mm)                                                           | 1.5                                                                                                | 2.3                                                                                                | 3.6                                                                                                | 4.8                                                                                                | 8.1                                                                                                | 12.1                                                                                               | 13.4                                                                                               | 11.8                                                                                               | 9.6                                                                                                | 5.6                                                                                                | 2.9                                                                                                | 1.6                                                                                                | 77.3                                                                                               |
| Số ngày tuyết rơi trung bình                                                                       | 2.4                                                                                                | 3.9                                                                                                | 3.6                                                                                                | 1.2                                                                                                | 0                                                                                                  | 0                                                                                                  | 0                                                                                                  | 0                                                                                                  | 0                                                                                                  | 0.4                                                                                                | 3.1                                                                                                | 2.7                                                                                                | 17.3                                                                                               |
| Độ ẩm tương đối trung bình (%)                                                                     | 49                                                                                                 | 45                                                                                                 | 43                                                                                                 | 43                                                                                                 | 48                                                                                                 | 59                                                                                                 | 72                                                                                                 | 76                                                                                                 | 72                                                                                                 | 62                                                                                                 | 56                                                                                                 | 52                                                                                                 | 56                                                                                                 |
| Số giờ nắng trung bình tháng                                                                       | 189.8                                                                                              | 189.8                                                                                              | 234.7                                                                                              | 242.6                                                                                              | 265.0                                                                                              | 230.1                                                                                              | 211.0                                                                                              | 211.7                                                                                              | 205.9                                                                                              | 210.3                                                                                              | 187.4                                                                                              | 185.3                                                                                              | 2.563,6                                                                                            |
| Phần trăm nắng có thể                                                                              | 63                                                                                                 | 62                                                                                                 | 63                                                                                                 | 61                                                                                                 | 59                                                                                                 | 52                                                                                                 | 47                                                                                                 | 50                                                                                                 | 56                                                                                                 | 62                                                                                                 | 63                                                                                                 | 64                                                                                                 | 59                                                                                                 |
| Nguồn: China Meteorological Administration                                                         | | | | | | | | | | | | | |